# Михальчук, Александр Емельянович
Александр Емельянович Михальчук (24 июля 1960, Венгрия — 13 ноября 2020, Саратов) — советский и российский учёный правовед, кандидат юридических наук, доцент Саратовской государственной юридической академии, директор Института прокуратуры (2011—2014), старший советник юстиции, Почётный работник прокуратуры Российской Федерации.

## Биография
Александр Емельянович Михальчук родился 24 июля 1960 года в Венгрии в семье военного.
Отец Александра Емельяновича — Емельян Васильевич Михальчук — участник Великой Отечественной войны, полковник. После отставки в 1975 году работал учёным секретарем Саратовского юридического института им. Д. И. Курского.
После окончания Саратовского института им. Д. И. Курского А. Е. Михальчук проходил службу в военной прокуратуре Куйбышевского гарнизона в должности исполняющего обязанности следователя.
- 1983 год — преподаватель кафедры криминалистики Саратовского юридического института им. Д. И. Курского.
- 1983 год — 1988 год — учёба в аспирантуре.
- 1988 год — защита диссертации на соискание учёной степени кандидата юридических наук на тему «Теоретические и практические вопросы тактических комбинаций при производстве следственных действий».
- 1992 год — присвоено учёное звание доцента.
- 1994 год — 1997 год — прокурор отдела криминалистики прокуратуры Саратовской области.
- 1997 год — 2002 год — прокурор отдела подготовки и повышения квалификации кадров управления кадров Генеральной прокуратуры Российской Федерации.
- 2002 год — 2007 год — заместитель начальника отдела кадров прокуратуры Саратовской области.
- 2007 год — 2011 год — начальник учебно-методического отдела прокуратуры Саратовской области, директор Межрегионального центра повышения квалификации прокурорско-следственных работников и федеральных государственных гражданских служащих.
- 2010 год — 2014 год — директор Института прокуратуры Российской Федерации Саратовской государственной юридической академии.
- 2014 год — 2020 год — заместитель директора по безопасности Профессионально-педагогического колледжа СГТУ имени Ю. А. Гагарина.

В сферу научных интересов Михальчука А. Е. входило изучение проблем тактики и методики расследования преступлений, проблем прокурорского надзора, истории криминалистики и прокуратуры России. Александр Емельянович вел активную общественную деятельность, являлся заместителем председателя Совета Саратовской региональной общественной организации ветеранов органов прокуратуры.
Умер 13 ноября 2020 года в Саратове.

## Избранные публикации

### Авторефераты диссертаций
- Михальчук А. Е. Теоретические и практические вопросы тактических комбинаций при производстве следственных действий. Автореф. дис. … канд. юрид. наук. — Саратов, 1988. — 24 с.

### Монографии, учебные пособия
- Михальчук А. Е. Тактические комбинации при производстве следственных действий / ред. В. В. Степанов. — Саратов: Издательство Саратовского государственного университета, 1991. — 125 с. — ISBN 5-292-00853-8.
- Асташкина Е. Н., Марочкин Н. А., Михальчук А. Е., Решетников В. Я. Расследование преступлений. Криминалистические комплексы. — М.: «Приор-Издат», 2003. — 112 с. — ISBN 5-9512-0079-2.
- Михальчук А. Е. и др. Прокурорский надзор за исполнением законодательства о противодействии коррупции: учебно-методическое пособие для старших помощников, помощников прокуроров районного звена, осуществляющих надзор за исполнением законодательства о противодействии коррупции / ред. А. Е. Михальчук. — Саратов: Издательство СГАП, 2010. — 73 с. — ISBN 978-5-7924-0809-8.
- Михальчук А. Е. и др. Организация документационного обеспечения в органах прокуратуры районного звена: учебно-методическое пособие для государственных гражданских служащих органов прокуратуры / ред. А. Е. Михальчук. — Саратов: Издательство СГАП, 2010. — 34 с. — ISBN 978-5-7924-0838-8.
- Михальчук А. Е. и др. Прокурорский надзор за процессуальной деятельностью органов дознания и предварительного следствия: учебно-методическое пособие для старших помощников, помощников прокуроров районного звена, осуществляющих надзор за процессуальной деятельностью органов дознания и предварительного следствия / ред. А. Е. Михальчук. — Саратов: Издательство СГАП, 2010. — 118 с. — ISBN 978-5-7924-0876-0.
- Абалдуев В. А., Михальчук А. Е. и др. Прокурорский надзор за законностью правовых актов и исполнением законов в социальной сфере: учебно-методическое пособие для старших помощников, помощников прокуроров районного звена, осуществляющих надзор за законностью правовых актов и исполнением законов в социальной сфере / ред. А. Е. Михальчук. — Саратов: Издательство СГАП, 2010. — 66 с. — ISBN 978-5-7924-0839-5.
- Булдыгина Н. И., Михальчук А. Е. и др. Участие прокурора в уголовном судопроизводстве: учебно-методическое пособие для старших помощников, помощников прокуроров районного звена, обеспечивающих участие прокурора в рассмотрении уголовных дел судами / ред. А. Е. Михальчук. — Саратов: Издательство СГАП, 2010. — 114 с. — ISBN 978-5-7924-0867-8.
- Вертягина Е. А., Михальчук А. Е. и др. Расследование тяжких и особо тяжких преступлений против личности: учебно-методическое пособие для старших следователей, следователей городских, районных следственных отделов Следственного комитета при прокуратуре Российской Федерации, специализирующихся на расследовании тяжких и особо тяжких преступлений против личности / ред. А. Е. Михальчук. — Саратов: Издательство СГАП, 2010. — 87 с. — ISBN 978-5-7924-0815-9.
- Вертягина Е. А., Михальчук А. Е. и др. Расследование преступлений против личности и общественной безопасности: учебно-методическое пособие / ред. А. Е. Михальчук. — Саратов: Издательство СГАП, 2010. — 95 с. — ISBN 978-5-7924-0812-8.
- Булдыгина Н. И., Михальчук А. Е. и др. Прокурорский надзор за исполнением законов о несовершеннолетних и молодежи: учебно-методическое пособие для старших помощников, помощников прокуроров районного звена, осуществляющих надзор за исполнением законов о несовершеннолетних и молодежи / ред. А. Е. Михальчук. — Саратов: Издательство СГАП, 2011. — 98 с. — ISBN 978-5-7924-0881-4.

### Работы по истории прокуратуры и криминалистики
- Богатова Е. А., Ваулин В. И., Гелерт Н. П., Михальчук А. Е. и др. На службе закона. К 285-летию прокуратуры / ред. Е. Ф. Григорьев. — Саратов: ООО «Приволжское издательство», 2007. — 272 с. — 1500 экз. — ISBN 5-7633-1158-2.
- Михальчук А. Е., Покотило А. В. Обзор знаков прокуратуры СССР и Российской Федерации. — Саратов: Саратовтелефильм—Добродея, 2016. — 376 с. — 500 экз. — ISBN 978-5-98329-163-8.
- Михальчук А. Е. Прокурор, учитель, наставник (о Чугунове А. П.) // Законность : журнал. — 2009. — № 11. — С. 45—46.
- Михальчук А. Е. О первых прокурорских работниках Саратовской губернской прокуратуры 20-х годов ХХ столетия // Законность и справедливость : газета. — 2010. — № 4 (18). — С. 1—2.
- Иванов А. Н., Михальчук А. Е. Незаслуженно забытое имя (о Маннсе Г. Ю.) // Вестник криминалистики : журнал. — М., 2010. — Вып. 4. — С. 107—115.
- Иванов А. Н., Михальчук А. Е. Профессор Герберт Юлианович Маннс (К 125-летию со дня рождения) // Вестник СГАП : журнал. — Саратов, 2009. — № 5 (69). — С. 204—210.
- Михальчук А. Е. Великая Отечественная война в знаках и медалях прокуратуры // Законность и справедливость : газета. — 2016. — № 2 (40). — С. 1.
- Михальчук А. Е. СЮИ-СГАП-СГЮА в медалях и знаках // Человек и право — XXI век. Альманах Института прокуратуры СГЮА. — 2012. — Вып. 11. — С. 55—64.

## Награды и звания
- Старший советник юстиции
- Кандидат юридических наук (1988)
- Доцент (1992)
- Почётный работник прокуратуры Российской Федерации

## Семья
- Отец — Михальчук Емельян Васильевич — участник Великой Отечественной войны, полковник, учёный секретарь СЮИ им. Д. И. Курского.
- Мать — Михальчук Валентина Петровна — директор кинотеатра.
- Жена — Михальчук Елена Витальевна — юрист.
  - Сын — Михальчук Артём Александрович — юрист, работник прокуратуры[5][6].